# 金井由允
金井 由允（かない よしみつ、1945年1月 - ）は、日本の言語学者（音声学・音韻論）。群馬大学名誉教授

## 略歴
長野県中野市出身
　・1963年　長野県長野高等学校卒業
　・1969年　東京外国語大学外国語学部英米語学科卒業
　・1972年　東京外国語大学大学院外国語学研究科（ゲルマン
　　　　　　　系言語英語）修了
　・1972年　群馬大学教養部講師
　・1979年　群馬大学教養部助教授
　・1988年　群馬大学教養部教授
　・1991年　群馬大学教育学部教授
　・2010年　群馬大学教育学部定年退官　　

　研究分野
- 言語学（音声学・音韻論）
- 日本語
- 北欧諸語

## 著書
- 『コンサイス外来語辞典』（三省堂）　1972
- 『欧米固有名詞事典』　（北星堂）　1985
- 『旺文社レクシス英和辞典』　（旺文社）　2003

他論文多数

## 所属学会
- 日本音声学会